# Yetur Gross-Matos
Yetur Akkub Gross-Matos (Spotsylvania Courthouse, Virginia, 26 de febrero de 1998) más conocido como Yetur Gross-Matos, es un jugador profesional estadounidense de fútbol americano que se desempeña en la posición de linebacker en San Francisco 49ers, equipo de la National Football League (NFL).

## Carrera
Fue seleccionado en la segunda ronda en la Reunión Anual de Selección de Jugadores de la NFL de 2020. Hizo su debut profesional con el equipo Carolina Panthers, donde jugó cuatro temporadas, en 2024 pasó a San Francisco 49ers.